# Acquirino Francis Kibira
Acquirino Francis Kibira (ur. 16 kwietnia 1958 w Kigoto-Bulyansungwe) – ugandyjski duchowny rzymskokatolicki, od 2014 biskup Kasese.

## Życiorys
Święcenia kapłańskie przyjął 23 września 1984 i został inkardynowany do diecezji Fort Portal. Pracował głównie w krajowych seminariach w Masace i Fort Portal. W latach 1995–2014 był rektorem uczelni w Fort Portal.
15 kwietnia 2014 został prekonizowany biskupem Kasese, a 12 lipca 2014 przyjął święcenia biskupie.